# Noel A. Clark
Noel Anthony Clark (* 17. Dezember 1940 in Cleveland, Ohio) ist ein US-amerikanischer Physiker und Hochschullehrer an der University of Colorado.
Clark studierte an der John Carroll University mit dem Bachelor-Abschluss 1963 und dem Master-Abschluss 1965 und wurde 1970 am Massachusetts Institute of Technology bei George Benedek promoviert. Als Post-Doktorand war er an der Harvard University. 1973 wurde er Assistant Professor und 1981 Professor an der University of Colorado. Dort leitet er das Liquid Crystal Materials Research Center (später Soft Materials Research Center).
Er befasst sich mit weicher Festkörperphysik, insbesondere Flüssigkristallen und anderen komplexen Flüssigkeiten (wie Kolloide), Struktur von Flüssigkeiten und Schmelzvorgängen (deren Natur er als Kondensationsvorgang gebrochener Bindungen beschrieb) und Biophysik (Biomembranen). Er untersuchte dünne Filme von Flüssigkristallen und ferroelektrische Flüssigkristalle, die exotischen Phasen gebildet von bananenförmigen Molekülen und der dabei beobachteten Wechselwirkung von Polarität und Chiralität, chiralen Phasen von achiralen Molekülen und Flüssigkristalle aus Nukleinsäuren.  Seine Gruppe untersuchte auch zweidimensionale Proteinkristalle als Masken und Template für die Herstellung von Nanostrukturen.
1984 war er einer der Gründer von Displaytech, die Materialien und Geräte mit ferroelektrischen Flüssigkristallen herstellen. Er war ein Pionier in der Entwicklung elektrooptischer Anwendungen von Flüssigkristallen, insbesondere der Verwendung von ferroelektrischen Flüssigkristallen für bistabile, schnell umschaltbare Lichtventile (Light Valves). Sie werden unter anderem in Optischen Rechnern angewandt.
2006 erhielt er mit Robert B. Meyer den Oliver E. Buckley Condensed Matter Prize für grundlegende theoretische und experimentelle Studien zu Flüssigkristallen, insbesondere deren ferroelektrische und chirale Eigenschaften (Laudatio). Er ist Fellow der American Physical Society und der American Association for the Advancement of Science, seit 2007 ist er Mitglied der National Academy of Sciences. 1985/86 war er Guggenheim Fellow und er erhielt einen Humboldt-Forschungspreis.

## Schriften (Auswahl)
- mit D. Chen u. a.: Chiral heliconal ground state of nanoscale pitch in a nematic liquid crystal of achiral molecular dimers, Proc. Nat. Acad., Band 110, 2013, S. 15931–15935
- mit L. E. Hough u. a.: Helical nanofilament phases, Science, Band 325, 2009, S. 456–460
- mit L. E. Hough u. a.: Chiral isotropic liquids from achiral molecules, Science, Band 325, 2009, 452–456
- mit G. J. Fang u. a.: Athermal photofluidization of glasses, Nature Communications, Band 4, 2013, S. 1521
- mit D. K. Yoon u. a.: Chirality-preserving growth of helical filaments in the B4 phase of bent-core liquid crystals, J. AM. Chem. Soc., Band 133, 2011, S. 12656–12663